# Potenciana de Villanueva
Potenciana de Villanueva (Villanueva de la Reina, Jaén, ¿siglo XV? - ¿siglo XVI?) fue una tejedora que vivió retirada como eremita. Es venerada como santa por la Iglesia católica.

## Biografía
Se sabe muy poco de la vida de Potenciana y ni tan siquiera se puede asegurar en qué época vivió. Sabemos ciertamente que fue una mujer sencilla, que vivió austeramente haciendo el oficio de tejedora y vida eremítica retirada en una habitación cerca de la ermita de Los Santos de Villanueva de la Reina, a orillas del río Guadalquivir, en un edificio conservado hoy y llamado «Batán». Vivió y murió con fama de santidad, posiblemente en el siglo XV o XVI, ya que cuando comenzó el proceso de confirmación del culto, en 1628, aún había testimonios que dicen haber visto el telar donde trabajaba la santa; además, en esta época no era extraña la reclusión voluntaria de algunas mujeres beatas.
Murió y fue enterrada en la Iglesia de Los Santos donde recibió la veneración de los habitantes de Villanueva y su comarca.

## Veneración
El prior del pueblo Juan Acuña del Adarve inició el proceso de confirmación del culto. En 1628 se abrió el sepulcro y las reliquias fueron llevadas a Villanueva mientras se construía una nueva ermita; algunas se enviaron a Andujar y otras a la catedral de Jaén. En 1636 se oficializó el culto por decreto del obispo Baltasar Moscoso y Sandoval y fue canonizada en 1638 durante el papado de Urbano VIII.
Las reliquias se instalaron en la nueva ermita el 15 de abril de 1640, pero años después, por el temor a que una crecida del río las pusiese en peligro, fueron nuevamente llevadas a la iglesia de Villanueva, donde reposaron hasta que en 1936, durante la Guerra civil española, fueron profanadas y lanzadas al río, donde se perdieron definitivamente. En el altar de la misma iglesia hay una urna con un hueso de la santa que llegó hasta Villanueva cuando la santa era patrona de Andújar, aunque dejó de serlo en 1909.
En las cercanías del sepulcro se le atribuyen propiedades milagrosas, especialmente contra las fiebres palúdicas, que eran frecuentes en la región.
La romería de santa Potenciana se celebra en Villanueva el segundo fin de semana de mayo, peregrinando los habitantes del pueblo a El Batanejo y llevando en procesión la imagen de la patrona. Al llegar se hace una comida y por la tarde la procesión vuelve a la iglesia.
Bajo su advocación se levantó la iglesia parroquial de Sibaltán,  un barrio rural  del municipio filipino de primera categoría de El Nido perteneciente a la provincia  de Paragua en Mimaro,  Región IV-B. Forma parte del Distrito 2 de  la Vicaría Apostólica de Taytay sufragánea  de la Arquidiócesis de Lipá.

### Leyenda
El tiempo borró los detalles de su biografía y comenzaron a elaborar leyendas que quería explicarla de una manera más «heroica». Se conservaba el sepulcro y la memoria que había sido una tejedora pobre que vivía cerca de la iglesia. Al vivir voluntariamente recluida y sin salir de su cámara era, como se llamaba entonces, una «emparedada». Con el tiempo, el término se interpretó mal y se pensó que Potenciana había muerto martirizada y que había sido emparedada expresamente para que muriera. La leyenda trasmitida del martirio, para hacerlo posible, trasladaba la santa a épocas remotas y bajo el dominio musulmán, de manera que tuviera lógica esta muerte: así, se situaba en el Califato, hacia los siglos IX-X, o más tarde, pero antes de la conquista cristiana. 
Así, la versión popular dice que era una joven tejedora de época mozárabe y que, para no renegar de su fe cristiana, fue torturada por los musulmanes y condenada a morir emparedada. La imagen de la iglesia de Villanueva, que se saca anualmente en procesión, la representa con palma de martirio.
A pesar de ello, en ningún lugar consta que fuese martirizada y el oficio de su culto es de communi virginum non martyrum.